# Kastlösa
Kastlösa ist eine zur Gemeinde Mörbylånga gehörende Ortschaft (Tätort) auf der schwedischen Ostseeinsel Öland.
Die Ortschaft liegt im südwestlichen Teil der Insel an der Landstraße 136. Südlich von Kastlösa, beim Dorf Bjärby befindet sich das Niedermoor Kvarnkärret. Östlich des Orts erstreckt sich die karge Landschaft des Stora Alvaret.

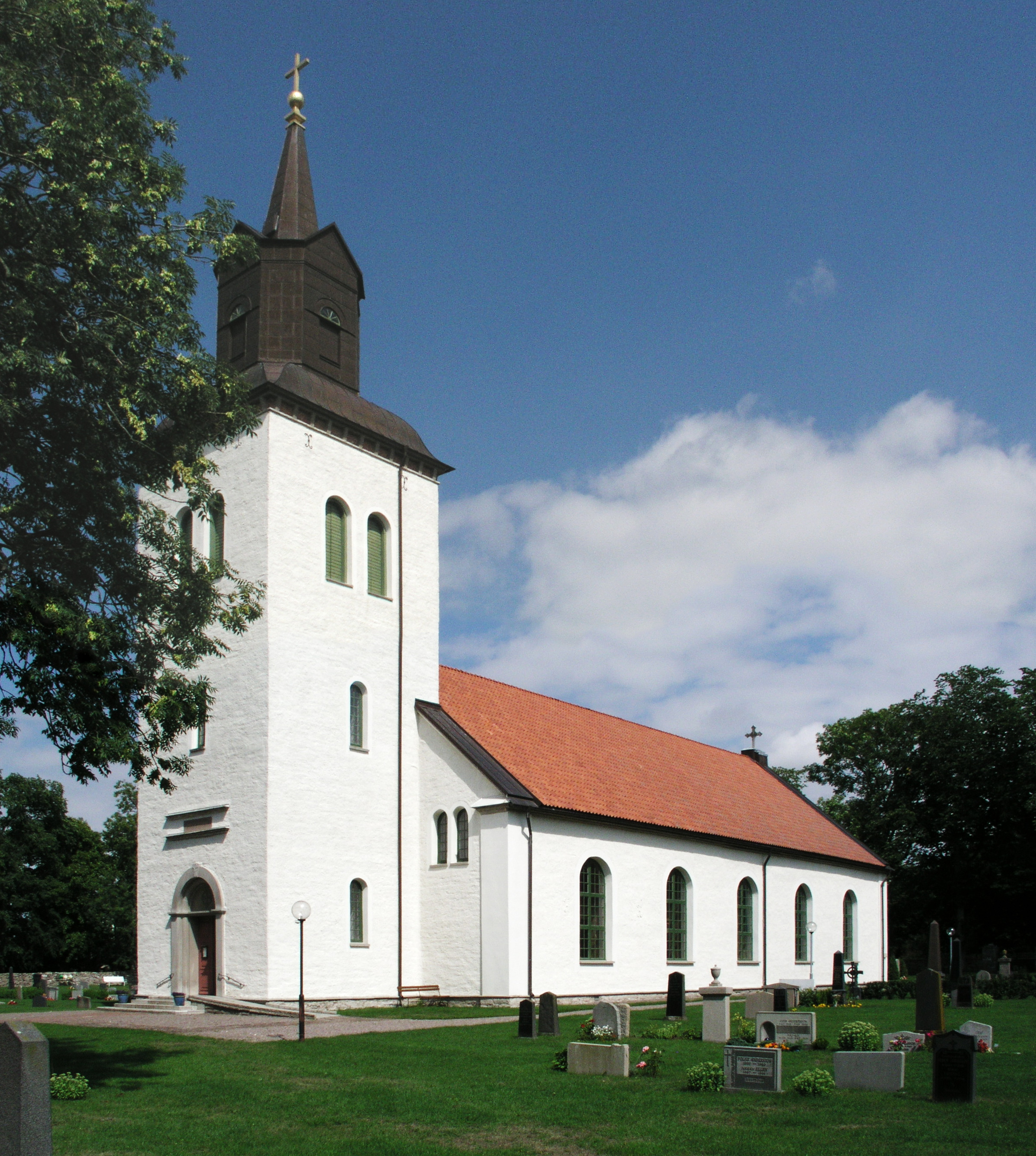
Kirche von Kastlösa

Die Kirche von Kastlösa entstand im 19. Jahrhundert. Bei einem Umbau im Jahr 1952 wurde das Kirchenschiff in drei Bereiche unterteilt. Das Kircheninnere wird durch ein großes, den auferstandenen Christus zeigendes Fresko geprägt.
Im Ort befindet sich die 2011 entdeckte Steinkiste von Kastlösa.

## Persönlichkeiten
Der schwedische Sozialdemokrat Sigvard Ohlsson wurde 1908 in Kastlösa geboren.